# 只野和子
只野 和子（ただの かずこ、1959年3月15日 - ）は、日本の女性アニメーター、キャラクターデザイナー、イラストレーター。スタジオ・ライブ出身で、現在はスタジオびゅうん所属。広島県出身。血液型はB型。
別名義にただの かずこ、タダノ カズコ、KAZZ（カズ）、KAZZ・T・びゅうん!。日本アニメーター・演出協会 (JAniCA) 会員。『美少女戦士セーラームーン』のキャラクターデザインで知られる。
夫はアニメーターの松下浩美。

## 参加作品

### テレビアニメ
- とんがり帽子のメモル（作画監督）
- はーいステップジュン（作画監督）
- 超獣機神ダンクーガ（キャラクターデザイン、作画監督）
- シティーハンター（原画）
- きんぎょ注意報!（作画監督）
- タイムパトロール隊オタスケマン（原動画）
- Dr.スランプ アラレちゃん（動画、原画）
- ミスター味っ子（作画監督）
- 聖闘士星矢（第65話作画監督）
- 美少女戦士セーラームーン（キャラクターデザイン[2]、作画監督）
  - 美少女戦士セーラームーンR（キャラクターデザイン[3]、作画監督）
- 愛天使伝説ウェディングピーチ（キャラクターデザイン[4]）
- ぷちぷり*ユーシィ（キャラクターデザイン[5]）
- F-ZERO ファルコン伝説（第21話ゾーダ衣装デザイン）※ タダノカズコ名義
- 獣装機攻ダンクーガノヴァ（キャラクターデザイン[6]）※ KAZZ名義
- ケロロ軍曹（原画、作画監督）※ ただのかずこ名義の回あり
- UN-GO（作画監督）
- HUNTER×HUNTER（第2作）（原画）
- ノブナガン（キャラクターデザイン[7]）※ KAZZ・T名義
- 怪盗ジョーカー（作画監督、原画）
- 少年アシベ GO! GO! ゴマちゃん（作画監督）
- 王室教師ハイネ（総作画監督）※ KAZZ・T・びゅうん!名義の回あり
- カードファイト!! ヴァンガードG Z（作画監督、原画）
- ムヒョとロージーの魔法律相談事務所（作画監督、総作画監督）※松下浩美との共同。
- 遊☆戯☆王SEVENS（キャラクターデザイン[8]、総作画監督、作画監督）※松下浩美との共同。
- 遊☆戯☆王ゴーラッシュ!!（キャラクターデザイン[9]）※松下浩美との共同。

### 劇場アニメ
- チョロQダグラム（原画）
- 劇場版きんぎょ注意報!（原画）
- 劇場版 美少女戦士セーラームーンR（キャラクターデザイン、作画監督）
- メイクアップ!セーラー戦士（キャラクターデザイン）
- 劇場版 美少女戦士セーラームーンEternal（キャラクターデザイン）
- 劇場版 美少女戦士セーラームーンCosmos（キャラクターデザイン）

### OVA
- 禁断の黙示録 クリスタル・トライアングル（キャラクターデザイン、作画監督）
- 超獣機神ダンクーガ 白熱の終章（キャラクターデザイン）
- ウェディングピーチDX（キャラクターデザイン）※一石小百合との共同。
- 戦場のヴァルキュリア3（キャラクターデザイン[10]）

### ゲーム
- 輝け!キラキラ戦士リスキージュエル（キャラクターデザイン、パッケージイラスト）
- PC-FX マスコットキャラクター「ロルフィー」（キャラクターデザイン）
  - となりのプリンセス ロルフィー（ストーリー原案、キャラクターデザイン、総作画監督）
- おかえりっ!〜夕凪色の恋物語〜（キャラクターデザイン、原画）
- エンドセクター（カードイラスト）
- 真・聖刻（キャラクターデザイン、パッケージイラスト、小説版挿絵）

### コミック
- スターピンキーQ（作画：只野和子、原作：眠田直 / 全2巻、主婦の友社）
- AYUS -アーユス- 第二次生命体（全2巻、角川書店）

### イラスト集
- 『Kazuko Tadano Illustrations Favorite!! 〜只野和子イラスト集 フェイヴァリット!!〜』（ムービック、1995年6月1日発売） ISBN 4-89601-157-0
- 『ガールズライフ・イラストファイル 只野和子』（グラフィック社、2000年2月25日発売） ISBN 4-7661-1138-9
- 『マンガアーティスト・ファイル6 [只野和子 イラスト作品集]』（グラフィック社、2004年10月25日発売） ISBN 4-7661-1458-2

### 同人誌
- 『FINAL SAILOR』（美少女戦士セーラームーン初期設定画・ボツ設定・原画特集などを収録）
- 『MOMO-MARU図鑑 vol.1 ウェディング・ピーチ特集！』（1994年8月1日発売、愛天使伝説ウェディングピーチ設定資料集・初期設定・決定稿などを収録）
- 『MOMO-MARU図鑑 vol.2』（1994年12月29日発売）
- 『MOMO-MARU図鑑 vol.4』（1996年12月29日発売）
- 『MOMO-MARU図鑑 vol.5』（1997年8月17日発売）
- 『MOMO-MARU図鑑 vol.7』（1998年8月16日発売）
- 『MOMO-MARU図鑑 vol.8』（1998年12月30日発売）
- 『MOMO-MARU図鑑 vol.9』（1999年12月26日発売）
- 『MOMO-MARU図鑑 vol.10』（2000年8月13日発売）